# Luis Eduardo Cifuentes
Luis Eduardo Cifuentes Galindo El Águila (Yacopí, 16 de marzo de 1960)es un exparamilitar colombiano que ejerció como comandante de las Autodefensas de Cundinamarca, parte de las Autodefensas Unidas de Colombia (AUC) desde la década de 1990 hasta 2004. 
Pese a su prontuario criminal que incluye acceso sexual violento, desplazamiento forzado, homicidio, hurto, reclutamiento ilícito, secuestro y tortura, Cifuentes se benefició del proceso de paz entre las AUC y el gobierno, pagando una condena alternativa, que lo dejó en libertad en 2017, lo que le abrió la posibilidad de convertirse en asesor de paz en el departamento de Cundinamarca.
En 2016 apoyó los acuerdos de paz entre el gobierno de Juan Manuel Santos y las FARC-EP.

## Biografía
Luis Eduardo Cifuentes Galindo nació el 16 de marzo de 1960 en Yacopí (Cundinamarca). Inicialmente hizo parte de la Juventud Comunista Colombiana. En 2016 junto a tros cinco exjefes paramilitares recibió su título como abogado en el auditorio Juan Pablo II de la cárcel La Picota de Bogotá. Estos excombatientes se convirtieron en los primeros postulados a la ley de Justicia y Paz en terminar los estudios en el programa de Derecho el convenio entre el Instituto Nacional Penitenciario y Carcelario (INPEC) y la Corporación Universitaria de Colombia IDEAS.

### Trayectoria paramilitar
En 1986 Cifuentes fue obligado a ingresar a las Autodefensas de Puerto Boyacá por orden del jefe paramilitar Henry Pérez; y recibió entrenamiento una escuela militar financiada por el narcotraficante Gonzalo Rodríguez Gacha uno de los jefes del Cartel de Medellín. A este centro de formación asistió también Jaime Rueda, paisano de Cifuentes y pieza clave dentro del asesinato de Luis Carlos Galán.
En la década de 1990 fundó las AUC de Yacopí, organización que tuvo presencia en Caparrapí, La Palma, Pacho, Topaipí, Yacopí y Zipaquirá. Cifuentes se hizo conocido como El Águila y financió su grupo con el robo de gasolina del poliducto Puerto Salgar-Mancilla y de la extorsión.
Cifuentes pacto con las FARC-EP un compromiso de no agresión que, su propia versión, se rompió cuando el grupo guerrillero asesinó a 12 de sus paramilitares en Caparrapí dando inicio en 2003 a enfrentamientos entre los dos grupos que dejaron cerca de un centenar de víctimas.
En julio de 2008, agentes del Cuerpo Técnico de Investigación (CTI) capturaron al exalcalde de La Palma, Virgilio Alfonso Galindo Obando, por sus presuntos vínculos con Cifuentes. De acuerdo con las investigaciones, el funcionario habría cometido los delitos de concierto para delinquir agravado, peculado por apropiación, celebración indebida de contratos y falsedad en documento público entre 2004 y 2007, cuando era alcalde.

## Condenas
Estando en la clandestinidad, Cifuentes fue condenado en 2001 por asesinato a 40 años de prisión por el juzgado de Manizales, y en 2002 fue procesado en por hurto en La Palma. En diciembre de 2004 se desmovilizó en Yacopí, rindiendo versión libre en 45 sesiones, entre febrero de 2007 y febrero de 2014. En el proceso se le atribuyeron aproximadamente 400 delitos, contabilizando alrededor de 500 víctimas. El Águila admitió 114 hechos de desplazamiento forzado, seis de reclutamiento ilícito y 97 homicidios selectivos, que produjeron 282 víctimas.
En 2014 Cifuentes fue condenado a una pena alternativa de ocho años en una sentencia ratificada en noviembre de 2017 por la Corte Suprema de Justicia de Colombia. Aunque en 2014 estuvo cerca de recobrar la libertad, un juez le impuso medida de aseguramiento luego de que la Fiscalía General de la Nación indicó que contaba con indicios de que El Águila, a pesar de estar sometido a la ley de Justicia y Paz, estaría involucrado en el secuestro y asesinato del Humberto Sarmiento Villate, en Yacopí, acción que él mismo habría planeado y financiado para demandar 5.000 millones de pesos colombianos por su liberación. Sin embargo, aunque uno de los procesados aceptó cargos, por este caso no se conoce condena contra Cifuentes.
En abril de 2018, el Juzgado Penal del circuito concedió libertad condicional a El Águila, lo que le permitió convertirse en delegado de los reinsertados ante el Consejo de Paz de Cundinamarca.

## Asesinato de Luis Carlos Castillo Amaya
Supuestamente, contra El Águila iba dirigido un ataque registrado en agosto de 2018 en la plazoleta de la sede de la Gobernación de Cundinamarca en Bogotá, cuando un pistolero asesinó “por error” a un funcionario de la Secretaría de Hacienda. La víctima fue Luis Carlos Castillo Amaya quien portaba uno bigote similar al de Cifuentes y según la versión que entregó el asesino, Amaury García, ese detalle sería al origen del error.
Cifuentes, quien estudió Derecho mientras estuvo preso en la cárcel La Picota (aunque no cuenta con tarjeta profesional), supuestamente tenía por costumbre ir a la plazoleta de la Gobernación para adelantar reuniones y por eso era común verlo en las instalaciones de la administración departamental.